# Melittommopsis juquiensis
Melittommopsis juquiensis är en skalbaggsart som beskrevs av Lane 1955. Melittommopsis juquiensis ingår i släktet Melittommopsis och familjen varvsflugor. Inga underarter finns listade i Catalogue of Life.